# Perle fine
Perle fine (Nederlands: Fijne parel) is een moderne sculptuur in wit marmer in 1925 gemaakt door de Belgische beeldhouwer Oscar Jespers (1887-1970). 

## Iconografie
Dit werk van Oscar Jespers toont sterke stilistische gelijkenissen met het kubisme en het werk van Frans beeldhouwer Constantin Brancusi (1876-1956) en beeld een gestileerd vrouwengelaat af. De strakke vormgeving en het asymmetrisch plaatsen van de gelaatskenmerken verlenen het werk dan werk een Oosters en archaïsch karakter. De strakke vormgeving, gehouwen in wit marmer, zorgen ervoor dat de typische gelaatskenmerken zoals de neus, lippen en of oogleden quasi volledig vervlakt en gelijkgetrokken worden met de vloeiende welving van de steen. Zowel de eigenschappen van het gebruikte materiaal (wit marmer) en de naamgeving van het werk, verwijzen naar de gladde textuur van een parel.

## Situering
Het ontwerp van dit beeld werd later nog in gelijkaardige sculpturen overgenomen, deze niet langer in wit marmer maar wit geglazuurde keramiek alsook gips.
Het werk werd gekocht door verzamelaar en advocaat René Victor. Omwille van zijn achtergrond getuigt deze aankoop mogelijks van een alliantie tussen de artistieke avant-garde en het flamingantisme omstreeks 1920.
De sculptuur werd in 2018 door het Erfgoedfonds van de Koning Boudewijnstichting verworven. Tot wanneer de restauratiewerken van het Koninklijk Museum voor Schone Kunsten in Antwerpen voltooid zijn, en het museum heropent, bevindt het werk zich in het Museum voor Schone Kunsten Gent waar het getoond wordt in de zaal 'Vlaams expressionisme in internationale context'. Bij heropening van het KMSKA zal het werk naar daar verhuizen waar het plaats zal krijgen in de vaste collectie.